# Geschiedenis van de Joden in Duitsland
De Joden hebben een lange geschiedenis in Duitsland. Ze waren er reeds in de vierde eeuw. Na een periode van antisemitisme die uiteindelijk uitmondde in de Holocaust werden de Joden bijna vernietigd in Duitsland en zelfs in heel Europa. Momenteel wonen er zo een 200.000 Joden of mensen van Joodse afkomst in Duitsland, dit is een van de grootste populaties van Joden in Europa.

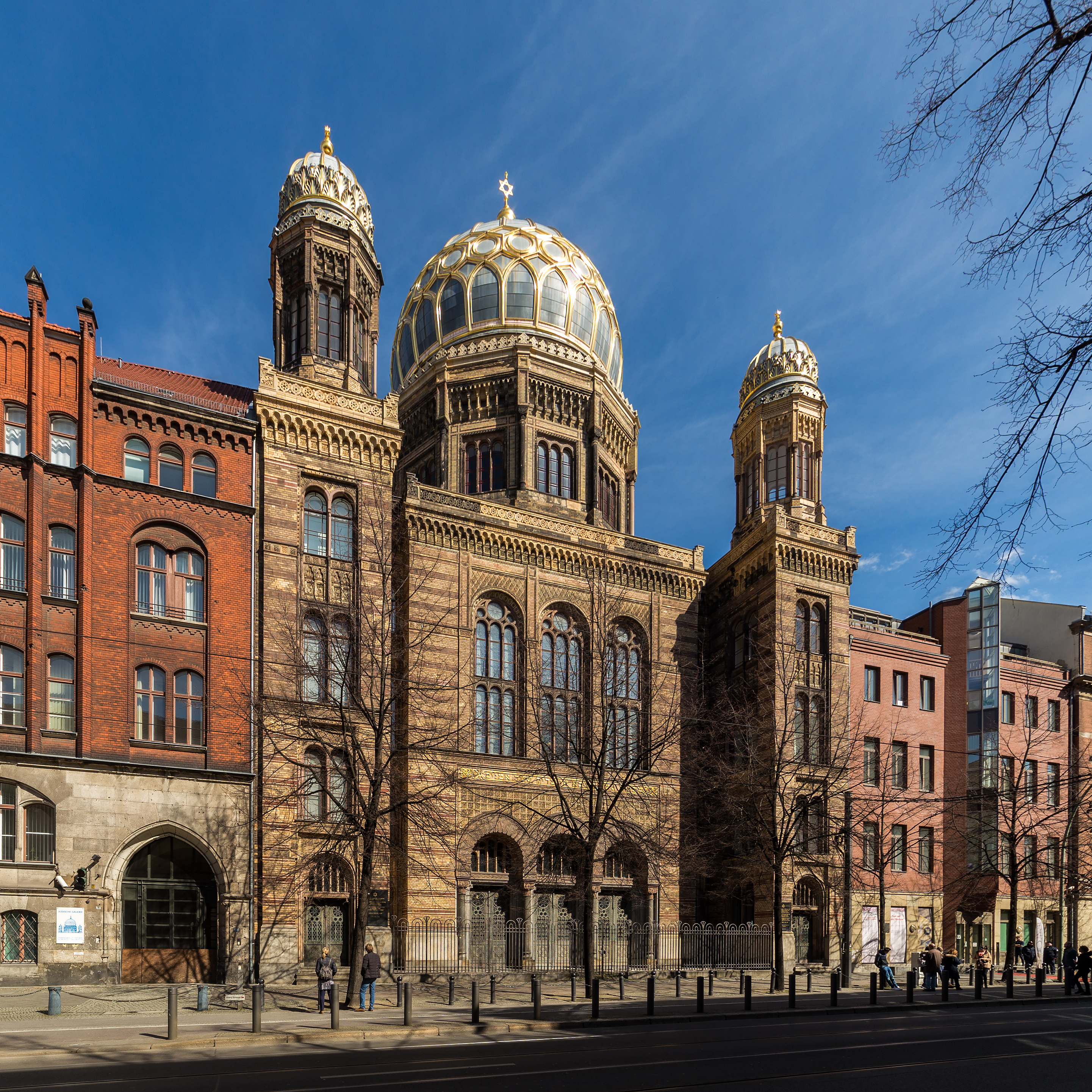
De Nieuwe Synagoge in Berlijn

## Vroege geschiedenis

### Eerste nederzettingen
De exacte datum van de eerste nederzettingen van Joden in de Romeinse regio's Germania Superior, Germania Inferior en Germania Magna is niet bekend. Het eerste authentieke document dat verwijst naar een goed georganiseerde Joodse gemeenschap dateert uit 321 n.C. en verwijst naar een gemeenschap in Keulen. Het document gaf aan dat de status van de Joden dezelfde was als die van andere Joden in het Romeinse Rijk. Ze genoten enkele burgerlijke vrijheden, maar mochten hun geloof niet verspreiden en mochten geen christelijke slaven houden.
De Joden mochten wel beroepen uitoefenen die hun stadsgenoten ook mochten uitoefenen, meestal was dit in landbouw, handel, industrie en voornamelijk geld lenen. Deze voorwaarden bleven aanvankelijk gelden in de daaropvolgende Germaanse koninkrijken onder de Bourgondiërs en de Franken, maar dit veranderde later.

### Karel de Grote
Karel de Grote gebruikte de Kerk om eenheid te vormen in zijn grote rijk. Hij stelde Joden te werk voor diplomatieke doeleinden. Zo stuurde hij bijvoorbeeld een Jood als tolk en gids naar kalief Haroen ar-Rashid. Het leven voor de Joden veranderde al in deze tijd. In tegenstelling tot de Franken, die in deze tumultueuze tijden ten oorlog moesten trekken, hoefden de Joden geen legerdienst te doen. Ze hielden zich voornamelijk bezig met handel en kregen een monopolie in het lenen van geld omdat de Kerk aan christenen verbood om een woekeraar te zijn.
Dit decreet zorgde voor een gemengde reactie bij het volk in het Frankische Rijk: de Joden werden overal zowel gezocht als gemeden. Deze combinatie van omstandigheden zorgde ervoor dat de Joden nog meer invloed kregen en ze verspreidden zich meer en meer. Na Keulen kwamen er ook gemeenschappen in Worms en Mainz.

### Tot aan de Kruistochten

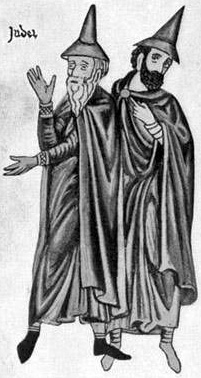
Duitse Joden in de 13de eeuw

De status van de Joden bleef onveranderd onder het bewind van Lodewijk de Vrome, de zoon van Karel de Grote. Joden mochten onbeperkt handel voeren, maar moesten wel hogere belastingen betalen dan de christenen. Een speciale officier, de Judenmeister, werd door de regering aangesteld om de privileges van de Joden te beschermen. De Karolingers volgden meer en meer de wensen van de Kerk. De bisschoppen bleven bekvechten tijdens de synodes voor het versterken van antisemitische wetten van het canonieke recht, met het gevolg dat de meerderheid van de christenen de Joodse ongelovigen begonnen te wantrouwen. Dit gevoel werd nog verder gestimuleerd door de aanval op de burgerlijke gelijkheid van de Joden. Vanaf de 10e eeuw werd de Goede Week meer en meer een periode met antisemitische activiteiten. Onder de Saksische keizers werden de Joden beter behandeld, ze moesten alleen meer belastingen betalen dan andere handelaars. Hoewel de Joden even onwetend waren in seculiere studies als hun tijdgenoten, konden ze lezen en begrepen ze de Hebreeuwse gebeden uit de Bijbel.
Rond het jaar 1000 gaf rabbi Gershom ben Judah les in de steden Metz en Mainz. Leerlingen kwamen van heinde en verre. In de Joodse geschiedschrijving wordt hij omschreven als een model van wijsheid, nederigheid en vroomheid. Hij stimuleerde de Duitse Joden om hun religieuze literatuur te bestuderen.
Door deze studie van de Thora en de Talmoed werden de Joden zo toegewijd aan hun godsdienst dat ze een leven zonder religie geen waardig leven vonden; ze beseften dit pas rond de tijd van de Kruistochten, toen ze vaak gedwongen werden tussen hun leven en hun geloof te kiezen.

### Een periode van wreedheden

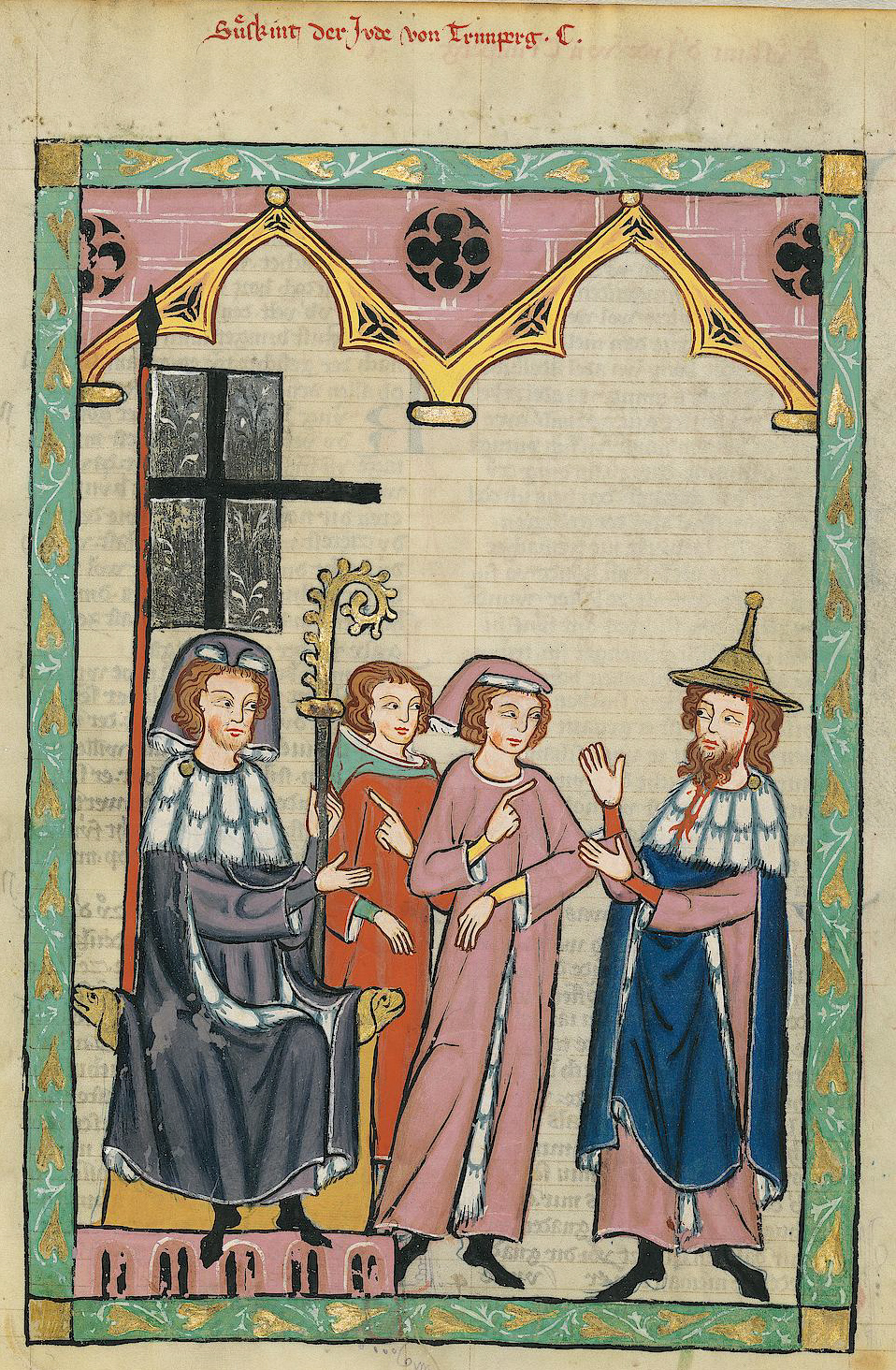
Joden moesten een Jodenhoed dragen zodat ze herkenbaar waren (rechtse figuur).

Tijdens de Eerste Kruistocht begon een periode van wreedheden tegen Joden in Duitsland. De Duitsers die ten strijde trokken tegen het andere geloof keerden zich in eerste instantie tegen de Joden. Hele gemeenschappen in Trier, Speyer, Worms, Mainz en Keulen werden afgeslacht. Zo'n 12.000 Joden werden gedood in deze Rijnsteden. Deze uitbarsting beïnvloedde de status van de Joden in de volgende eeuwen. De christenen stelden dat de Joden hun lot verdiend hadden. Vele misdaden werden in de schoenen van Joden geschoven en ze kregen zelfs de schuld van de Mongoolse invasie van Europa, hoewel ze daar evenveel onder leden als de christenen. Toen de Zwarte Dood Europa bedreigde in 1348 en 1349, werden Joden ervan beschuldigd de ziekte te verspreiden. Dit leidde tot de moord op vele Joden, en velen vluchtten oostwaarts naar Polen. De Joodse immigranten werden warm onthaald door de Poolse koning Casimir III. Dit vormde de basis van een van de grootste Joodse gemeenschappen in Europa.

### In het Heilige Roomse Rijk
De status van de Joden veranderde opnieuw onder de keizers van het Heilige Roomse Rijk. Zij zagen het als hun plicht om de Joden te beschermen, maar deden het meer om hogere belastingen te heffen dan om de Joden te beschermen.
Er bestond een grote verscheidenheid aan belastingen. Keizer Lodewijk de Beier bedacht vele nieuwe belastingen. In 1342 besloot hij dat alle Joden voor elke gulden die ze bezaten een Kreutzer moeten betalen aan de keizer, en dit boven op de belastingen die ze reeds betaalden. De keizers van het Huis Luxemburg deden het op een nog andere manier. Zij verkochten het voorrecht om belastingen te heffen over de Joden tegen hoge prijzen aan prinsen en vrije steden. Keizer Karel IV gaf dit privilege, via de Gouden Bul, aan de zeven keurvorsten toen het keizerrijk gereorganiseerd werd in 1356.
De Joden werden nu uitgenodigd met de belofte van bescherming na betaling van beschermingsgeld om terug te komen naar de steden waarvan ze voorheen werden verbannen. Maar zodra de Joden weer eigendommen hadden werden ze opnieuw geplunderd en weggejaagd. Keizer Karel IV bleef zich ook verrijken ten koste van de Joden. Hij sloot akkoorden met steden en prinsen waarbij alle schulden van de Joden geannuleerd werden als ze hem een bepaalde som geld betaalden. Hij verklaarde ook dat iedereen die de Joden hielp om hun schulden te betalen ondanks deze annulering als een misdadiger beschouwd werd.
De 15e eeuw bracht weinig verbetering. Wat zich afspeelde ten tijde van de Kruistochten herhaalde zich nu. Tijdens de oorlog tegen de Hussieten werden opnieuw Joden afgeslacht. Het einde van de 15de eeuw werd een nieuw tijdperk voor de christenen, maar niet voor de Joden. Ze bleven de slachtoffers van religieuze haat. De Duitse filosoof Johannes Reuchlin bestudeerde het Hebreeuws en zorgde ervoor dat paus Leo X het toestond dat de Talmoed gedrukt werd in Italië.

### Tijdens de 16e en 17e eeuw
In de 16e en 17e eeuw veranderde er weinig voor de Joden. Ze werden nog steeds uitgebuit door de prinsen en de vrije steden, zowel in katholieke als protestante landen. De Duitse keizers konden hen niet altijd beschermen, ook al wilden ze dat wel. Tijdens de Dertigjarige Oorlog waren de Joden een prooi voor beide strijdende partijen. Keizer Ferdinand I verbande de Joden uit Neder-Oostenrijk en Görz. Hij zwoer ook de Joden uit Bohemen te verbannen, maar daar stak Mordecai Cohen een stokje voor. Hij vroeg aan de Paus om de keizer van zijn eed te doen afzien. Keizer Leopold I verbande in 1670 de Joden uit Wenen en het hele aartshertogdom Oostenrijk. De uitgestotenen vluchtten naar het Markgraafschap Brandenburg. De keurvorst Frederik Willem (1620-1688) tolereerde andere religieuze overtuigingen en beschermde de Joden.

### Migratie van Poolse en Litouwse Joden naar Duitsland
Door de wreedheden van de kozakken vluchtten vele Poolse Joden naar Duitsland. Deze trend zette zich voort in de hele 18e eeuw toen Joden opnieuw welkom waren en de omstandigheden in Polen verslechterden na de Poolse delingen van 1772, 1793 en 1795.

## Van Mendelssohn tot de nazi's

### Moses Mendelssohn
Moses Mendelssohn vertaalde de Thora van het Hebreeuws naar het Duits. Dit werd een soort handleiding voor de Duitse Joden; ze leerden lezen en schrijven in het Duits. Mendelssohn leefde lang genoeg om te zien dat zijn werk vruchten had afgeworpen. In 1778 stichtte zijn vriend David Friedländer de vrije Joodse school in Berlijn. Deze school was de eerste Joodse school in Duitsland en alle leerstof werd in het Duits onderwezen. Gelijkaardige scholen werden opgericht in de Duitse steden Breslau (1792), Seesen (1801), Frankfurt (1804), Wolfenbüttel (1807) en in de Galicische steden Brody en Tarnopol (1815). In 1783 werd het tijdschrift Der Sammler uitgegeven met algemene informatie.
Rond deze tijd kwam er een verandering in de hele beschaafde wereld. Alle godsdiensten werden als gelijke beschouwd. Keizer Jozef II ondertekende in 1782 het Patent voor de toleratie van de Joden in Neder-Oostenrijk, waarbij de Joodse burgers gelijke rechten kregen. Toch waren ze niet overal welkom: in de kroonlanden Stiermarken en Opper-Oostenrijk mochten geen Joden wonen en ook in sommige steden in Bohemen, Moravië en Silezië werden ze uitgestoten. Joden moesten ook weer hoge belastingen betalen.
In het Duitse koninkrijk Pruisen veranderde de regering de beloftes die in 1813 aan de Joden gedaan waren. Tussen 1815 en 1847 werden 21 wetten veranderd omtrent de Joden. Er was in deze tijd niemand die sprak in naam van alle Duitse Joden. Enkele moedige mannen probeerden toch voor hun doel te vechten. De advocaat Gabriel Riesser uit Hamburg eiste een volledige burgerlijke gelijkheid. Hij hitste het publiek zo op dat dit uiteindelijk in Pruisen op 6 april 1848 werd toegestaan. Later dat jaar volgden ook Hannover en Nassau. In Württemberg werd de gelijkheid goedgekeurd op 3 december 1861, in Baden op 4 oktober 1862, in Holstein op 14 juli 1863 en Saksen op 3 december 1868. Na de vestiging van de Noord-Duitse bond werden alle beperkingen voor volgelingen van een ander geloof op 3 juli 1869 afgeschaft. Dit decreet werd na 1870 ook van toepassing op alle staten van het Duitse Keizerrijk.

### De Joodse Verlichting in Duitsland en Reformatie
De intellectuele ontwikkeling van de Joden bleef aanhouden. Ze wisten dat het aanklampen met de moderne cultuur hen niet meteen de burgerlijke status zou geven die ze wensten, maar de leiders wilden het Joodse zelfbewustzijn herontdekken door Joodse geschiedenis te bestuderen en de groeiende generatie bekend maken met de intellectuele verwezenlijkingen van hun voorvaderen. De leider van deze nieuwe beweging was Leopold Zunz (1794-1886), die een zeer goede kennis had van de Joodse literatuur en samen met zijn tijdgenoot Solomon Judah Löb Rapoport (1790-1867) interesse opwekte bij andere Joden uit Duitsland, Oostenrijk en Italië. Zunz en Solomon vertaalden de Bijbel in het Duits.
Rond 1800 ontstond het Reformjodendom in Duitsland. Deze Joden ontkenden de Thora en zeiden dat de halacha niet meer als norm gold. De besnijdenis werd afgeschaft, rabbijnen droegen kleding zoals protestantse dominees en er kwam opnieuw instrumentale begeleiding in de synagogen, die nu ook tempels werden genoemd. Het traditionele Hebreeuwse boek Siddur werd vervangen door een Duits exemplaar. Kasjroet (koosjer eten) werd ook afgeschaft. De vroege reformatiebeweging ontkende het Zionisme en riep Duitsland uit tot nieuwe Zion. Deze antizionistische kijk is inmiddels veranderd. Een van de meest belangrijke figuren in de geschiedenis van het Reformjodendom is Samuel Holdheim.

### Vrijheid en onderdrukking

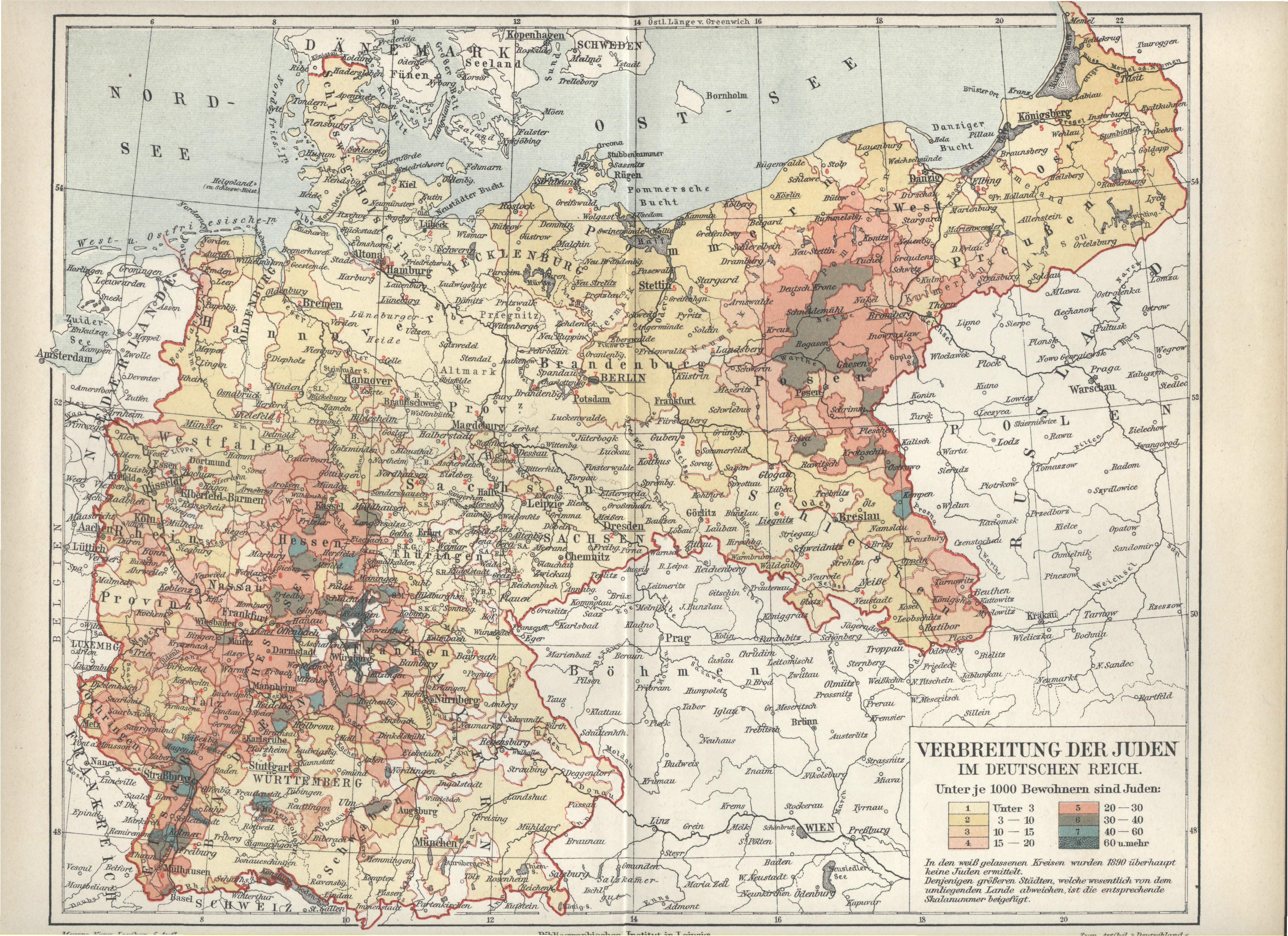
Kaart met verdeling van de Joden in het Duitse Rijk rond 1890

Napoleon Bonaparte emancipeerde de Joden in Europa, maar na zijn val in 1815 groeide het nationalisme weer en werden Joden opnieuw onderdrukt. In 1819 werden vele Duitse Joden vermoord. Door de revolutie van 1848 kregen de Joden opnieuw meer vrijheid en toen Duitsland in 1871 door Bismarck verenigd werd werden ze opnieuw geëmancipeerd. Na de financiële crisis van 1873 kwam echter een nieuw tijdperk van onderdrukking. De antisemitische Völkische Bewegung vonden dat de Joden zich nooit zouden kunnen aanpassen in Duitsland. Ze slaagden er echter niet in om de emancipatie van de Joden te herroepen. In de verkiezingen voor de Reichstag van 1912 leden de partijen van de Völkigsche Bewegung een nederlaag.
Van 1848 totdat de nazi's aan de macht kwamen hadden de Joden een schijnbaar wettelijke gelijkheid. Historicus Fritz Stern zei dat aan het einde van de 19e eeuw de Duitse Joden elementen van de Duitse en Joodse culturen gemengd hadden en zo een unieke nieuwe cultuur gecreëerd hadden. In de praktijk waren Joden echter niet altijd gelijk; vaak konden Joden pas iets bereiken als ze hun geloof afzwoeren en zich bekeerden tot het christendom.

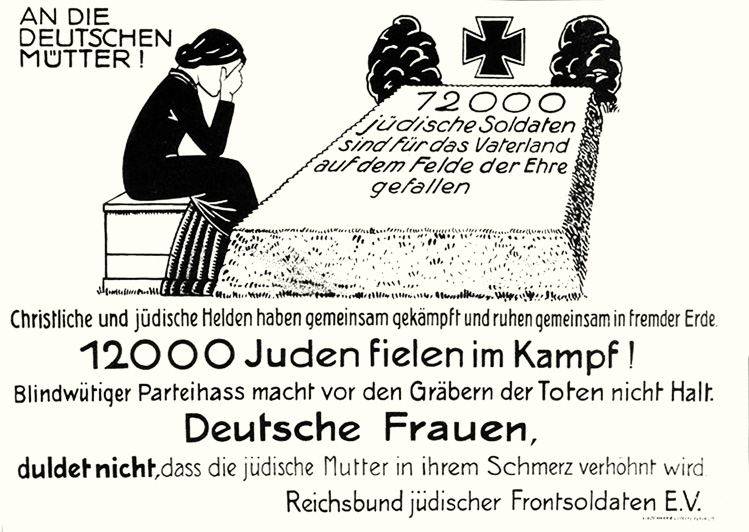
Pamflet uit 1920 gepubliceerd door Joodse veteranen als antwoord op de beschuldigingen dat ze niet voor hun vaderland gevochten hadden: "12.000 Joodse soldaten sneuvelden voor hun vaderland"

In de Eerste Wereldoorlog streden meer Duitse Joden voor hun land dan enig andere etnische groep in Duitsland. Twaalfduizend Joden stierven voor hun vaderland. Ironisch was het feit dat luitenant Hugo Gutmann een IJzeren Kruis gaf aan de 29-jarige soldaat Adolf Hitler. Toen Hitler in 1933 aan de macht kwam vluchtte Gutmann naar de Verenigde Staten. In oktober 1916 was er een census waarin de Joden geteld werden omdat ze beschuldigd werden aan een gebrek voor vaderlandsliefde omdat er niet genoeg Joden zouden meestrijden in de oorlog. De uitslag kon de aanklacht niet ondersteunen en werd niet openbaar gemaakt.
Vele Joden bekleedden hoge functies in de Weimarrepubliek zoals minister van Buitenlandse zaken en vicekanselier. De Weimargrondwet was het werk van de Duitse Jood, Hugo Preuss, die later minister van Binnenlandse zaken werd. Huwelijken tussen Joden en Christenen werden vanaf de 19e eeuw normaal; zo was bijvoorbeeld de vrouw van de Duitse kanselier Gustav Stresemann Joods.

## De Joden onder de nazi's

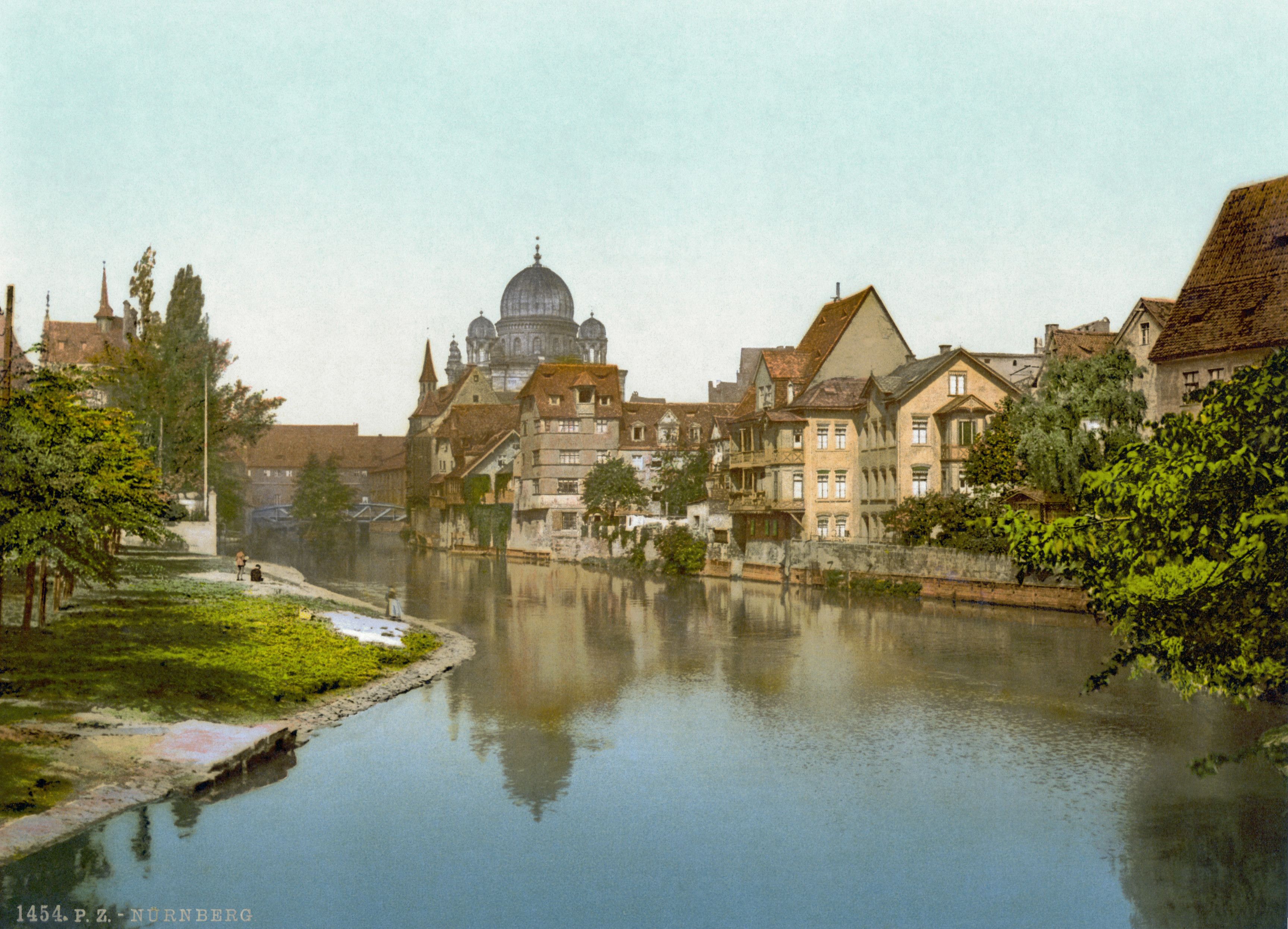
Synagoge in Neurenberg, c. 1890-1900. het bouwwerk werd in 1938 verwoest.

Vanaf 1933 werden de Joden vervolgd door de nazi's, maar aanvankelijk werden de wetten niet zo rigoureus gehoorzaamd en waren ze ook niet zo verwoestend als in latere jaren.
Op 1 april 1933 werden Joodse dokters, winkels en advocaten geboycot. Zes dagen later werd een wet goedgekeurd waardoor de Joden niet meer door de regering te werk gesteld konden worden. Dit betekende dat de Joden nu geen hoge functies meer konden uitoefenen en dat deze allen gereserveerd waren voor Arische Duitsers. Van dan af aan moesten ze ondergeschikt werk uitvoeren.
Op 2 augustus 1934 overleed president Paul von Hindenburg. Er werd geen nieuwe president aangesteld, maar de macht van de kanselier en president werden gecombineerd in de positie van de Führer. Door dit en een regering zonder oppositie had Adolf Hitler de totale controle over het maken van wetten. Het leger zwoer een eed van complete trouw aan Hitler, waardoor hij de macht had over het leger en hij nog makkelijker de Joden onder druk kon zetten.
In 1935 en 1936 nam de vervolging nog meer toe. In mei 1935 werd het de Joden verboden om bij de Wehrmacht te gaan en datzelfde jaar startte anti-Joodse propaganda in nazi-winkels en -restaurants. De rassenwetten van Neurenberg werden goedgekeurd. Hierin werd onder andere besloten dat Joden en niet-Joden niet langer mochten huwen. Er werd ook besloten dat Joden die minder dan twee Duitse grootouders had geen Duitsers waren en geen staatsburgers meer waren. Dit betekende dat ze geen burgerrechten hadden zoals stemrecht. Het samenstellen van de wetten van Neurenberg wordt toegeschreven aan Hans Globke.
In 1936 mochten de Joden geen professionele functies meer uitoefenen waardoor ze geen invloed meer hadden in opvoeding, politiek en industrie. Hierdoor was niemand in staat om de anti-Joodse acties te stoppen.
Na de nacht van de Lange Messen werd de SS de dominante macht in Duitsland. Heinrich Himmler wilde Hitler dienen en voerde graag zijn bevelen uit. Aangezien de SS de persoonlijke lijfwacht was van Hitler, waren de leden veel trouwer en bekwamer dan die van de uitgemoorde SA. Hierdoor kregen ze ook de steun van het leger, alhoewel men de SS wantrouwde, dat nu ook meer bereid was de orders van Hitler uit te voeren dan toen de SA nog aan de macht was.
Door dit alles had Hitler meer directe controle over de regering en de politieke houding tegenover Joden in nazi-Duitsland. In 1937 en 1938 werden opnieuw zware wetten goedgekeurd. Joden werden nu financieel gestraft voor hun afkomst.
Op 4 juni 1937 werd de jonge Duitse Jood, Helmut Hirsch, geëxecuteerd omdat hij betrokken was in een complot om nazi-leiders waaronder Hitler te vermoorden.
Vanaf 1 maart 1938 deed de regering geen zaken meer met Joodse bedrijven. Vanaf 17 augustus moesten alle Joden de naam Israël (mannelijk) of Sarah (vrouwelijk) aan hun naam toevoegen. Op 30 september werd besloten dat Arische dokters enkel Arische patiënten mochten behandelen. De medische zorg voor de Joden was al achteruitgegaan omdat Joden het beroep van dokter niet meer mochten uitoefenen. Op 5 oktober kwam er een grote J op de paspoorten van de Joden te staan.
Vanaf 15 november mochten Joodse kinderen niet meer naar gewone scholen gaan. Tegen april 1939 waren bijna alle Joodse bedrijven ofwel failliet door de financiële druk en dalende winst ofwel waren ze overtuigd om hun bedrijf te verkopen aan de regering.
Het toenemende totalitaristisch, militaristisch regime in Duitsland zorgde ervoor dat Hitler controle had op de acties van de SS en het leger. Op 7 november 1938 schoot de jonge Poolse Jood Herschel Grynszpan twee Duitse officieren neer in de nazi-Duitse ambassade van Parijs. Twee dagen later overleed Ernst vom Rath aan zijn verwondingen. Goebbels wilde de Joden hiervoor straffen en in de nacht van 9 op 10 november vond de Kristallnacht plaats waarbij 91 Joden vermoord werden en vele Joodse winkels en bedrijven vernield werden, vele synagogen werden in brand gestoken. Er werden zo'n 20.000 Joden gearresteerd en een aantal van hen werden naar de nieuwe concentratiekampen gestuurd. Vele Duitsers vonden deze actie te ver gaan, maar Hitler gaf de Joden de schuld. Ze moesten ook samen 1 miljard Reichsmark betalen voor de schade. 20% van de eigendommen van de Joden werd in beslag genomen en ze moesten ook nog eens alles herstellen op eigen kosten.
Ongeveer de helft van de 500.000 Joden die in 1933 in Duitsland woonden waren het land uitgevlucht nog voor de Holocaust begon.

## Holocaust
De Jodenvervolging door de nazi's bereikte een hoogtepunt tijdens de Tweede Wereldoorlog. Er werden tussen de vijf en zes miljoen Joden vermoord in heel Europa. Op 19 mei 1943 werd Duitsland judenrein verklaard (gezuiverd van Joden). Naar schatting zijn er zo'n 170.000 tot 200.000 Duitse Joden omgebracht. Vele Joden werden gered door Duitsers die geen sympathie hadden voor het beleid van de nazi's.
Volgens de Amerikaanse historicus Bryan Mark Rigg dienden ongeveer 150.000 Duitse Joden in het Duitse leger (Wehrmacht), waaronder zelfs gedecoreerde veteranen en hooggeplaatste officieren. Velen van hen beschouwden zichzelf niet als Joden en vochten hevig voor de Duitse natie. Het ging bijna altijd om personen die slechts een Joodse (groot)ouder had, de zogeheten Mischlingen, zoals zij in de Rassenwetten van Neurenberg werden aangeduid.

## Joden in Duitsland van 1945 tot aan de eenmaking
De meeste Duitse Joden die de oorlog overleefden in ballingschap verkozen om in het buitenland te blijven. Een klein aantal keerde terug naar Duitsland. Ongeveer 15.000 Duitse Joden overleefden de concentratiekampen of hadden de oorlog overleefd op een onderduikadres. Naast deze Joden kwamen er ook zo’n 200.000 Joden uit Oost-Europa naar het door de geallieerden bezette westelijk deel van Duitsland, omdat er geen plaats voor hen was in Oost-Europa (voornamelijk in Polen) of nadat ze op Duitse bodem bevrijd werden. De overgrote meerderheid van deze Oost-Europese Joden, die in vluchtelingenkampen woonden, afgesloten van de Duitse samenleving, wilde emigreren naar Palestina. Na de onafhankelijkheid van Israël in 1948 emigreerden de meesten uit Duitsland, hoewel een kleine minderheid van zo’n 10.000 tot 15.000 Joden verkoos om in Duitsland te blijven. Ondanks twijfel en de lange geschiedenis van antagonisme tussen de Duitse Joden (Yekkes) en de Oost-Europese Joden (Ostjuden), verenigden deze twee aparte groepen zich om zo de basis te vormen van een nieuwe Joodse gemeenschap. In 1950 stichtten ze hun unitaire representatieve organisatie, de Centrale Raad van Joden in Duitsland, een koepelorganisatie van Joodse gemeentes in Duitsland.

### Joden in de Bondsrepubliek
De Joodse gemeenschap in de Bondsrepubliek Duitsland richtte zich tot in de jaren vijftig meer op het herstel van sociale dan van religieuze instellingen: zo ontstonden Joodse medische instellingen, bejaardenhuizen en keukens die zich op de behoeftige Joden richtten. In 1952 sloot de Bondsrepubliek met Israël het Verdrag van Luxemburg omtrent Wiedergutmachung, waarvan ook de Joodse gemeentes in Duitsland gebruik konden maken. In deze tijd waren er nog ongeveer 15.000 Joden in de Bondsrepubliek. Hoewel er in West-Berlijn, Frankfurt (waar de thans in Antwerpen wonende Ahron Daum opperrabbijn was) en München Joodse basisscholen waren, was de gemiddelde leeftijd van de Joodse bevolking vrij hoog. Weinig jonge Joodse volwassenen verkozen om in Duitsland te blijven en de meesten van hen die bleven trouwden met niet-joden. In de jaren 80 kwam er een college voor Joodse studies in Heidelberg, maar vele studenten waren niet-joods. Tegen 1990 vormde de gemeenschap tussen de 30.000 en 40.000 mensen. Hoewel de Joodse gemeenschap niet dezelfde impact als die van voor 1933 had, waren er toch enkele Joden prominent in het Duitse openbare leven: Herbert Weichmann was van 1965 tot 1971 burgemeester van Hamburg, Rudolf Katz was minister van justitie in Sleeswijk-Holstein, en er waren ook televisiepersoonlijkheden, zoals Hugo Egon Balder, Hans Rosenthal, Inge Meysel en Michel Friedman, en Duitslands invloedrijkste literatuurcriticus Marcel Reich-Ranicki.

### Joden in de DDR
De Joodse gemeenschap van de communistische DDR bestond uiteindelijk slechts uit enkele honderden actieve leden, die georganiseerd waren in acht joodse gemeentes. De meeste Joden die zich na de oorlog in de Sovjet-bezettingszone in Duitsland, de latere DDR, gevestigd hadden, hadden dit gedaan omdat ze voor 1933 hier al woonden of omdat ze politiek links waren en na 1945 mee wilden helpen bouwen aan een antifascistisch socialistisch Duitsland. De meeste van deze politiek geëngageerde Joden waren niet religieus of actief in de officiële Joodse gemeenschap. Binnen de KPD was het vasthouden aan een Joodse identiteit taboe. De machthebbers in de DDR zagen zich als politieke slachtoffers van de nazi-dictatuur en weigerden enige schuld aan de misdaden van (nazi-)Duitsland op zich te nemen. De DDR reageerde niet op een verzoek om te onderhandelen over Wiedergutmachungsbetalingen aan Joodse slachtoffers. In het kader van de collectivisatie van de economie stond de DDR sowieso negatief tegenover het teruggeven van (Joods) vermogen aan de eigenaren. De DDR was ook het enige Oostblokland dat tot 1989 Israël niet erkend had. In 1952 en 1953 kwam het in navolging van de vervolgingen in de Sovjet-Unie en Tsjechoslowakije (het proces tegen Rudolf Slánský) ook in de DDR tot antisemitische vervolgingen. Paul Merker, lid van het Centraal Comité van de SED werd als zionistisch agent gearresteerd en de kantoren van de Joodse gemeentes werden doorzocht. In januari 1953 vluchtte Julius Meyer, voorzitter van de organisatie van Joodse gemeentes in de DDR en Volkskammerlid voor de SED, met vijf van de acht gemeentevoorzitters naar het westen, tot maart 1953 gevolgd door 556 Joodse vluchtelingen, destijds een kwart van de Joodse gemeenschap in de DDR. In 1961 bestond de Joodse gemeenschap in de DDR nog slechts uit 1500 leden. Dit aantal daalde tot 380 in 1989. Enkele bekende Joden uit de DDR waren de schrijvers Anna Seghers, Stefan Heym, Jurek Becker en de componist Hanns Eisler. Ook in latere jaren was het antisemitisme in de DDR nog aanwezig. Naar aanleiding van de Praagse Lente kopte de partijkrant Neues Deutschland in 1968 "In Prag regieren die Zionisten" (30 jaar eerder kopte de Völkische Beobachter "In Prag regieren die Juden"). Pas in 1990, na de eerste vrije verkiezingen in de DDR nam de Volkskammer afstand van het antisemitisme en aanvaardde de DDR de verantwoordelijkheid voor de Jodenvervolging door Duitsland.

## Joden in verenigd Duitsland
Sinds het einde van de Koude Oorlog en de hereniging van Duitsland in 1990 is de Joodse gemeenschap in Duitsland gegroeid. Duitsland is de thuishaven van 200.000 Joden, waarvan er 108.000 officieel geregistreerd staan bij religieuze gemeenschappen. De meeste Joden in Duitsland zijn immigranten uit de voormalige Sovjet-Unie. Een klein aantal Joden komt uit islamitische landen, waaronder Iran, Turkije, Marokko en Afghanistan. Na Frankrijk (600.000) en het Verenigd Koninkrijk (300.000) heeft Duitsland de grootste Joodse bevolking van Europa en de snelst groeiende Joodse bevolking in recente jaren. De invloed van vluchtelingen — velen van hen zoeken een hernieuwd contact met hun Joodse erfenis — heeft geleid tot een wedergeboorte van het Joodse leven in Duitsland. In 2002 werd in Potsdam het Albert Geiger college geopend, een seminarie voor reformrabbijnen.
Door de gelijkaardigheden tussen het Jiddisch en het Duits zijn Joodse studies een populair vak geworden voor academische studies en vele Duitse universiteiten hebben departementen of instituten voor Joodse studies, cultuur of geschiedenis. In heel Duitsland zijn er Joodse gemeenschappen, ook in de steden waar de vroegere gemeenschappen niet meer bestonden of uitstervende waren. Bovendien waren vele Russische Joden vervreemd van hun Joodse erfenis en onbekend of ongemakkelijk met het orthodox jodendom. Het reformjodendom, geleid door de Unie van Progressieve Joden in Duitsland, is uitgegroeid tot een machtige en populaire gemeenschap in Duitsland, hoewel de Centrale Raad voor Joden in Duitsland en de meeste plaatselijke Joodse gemeenschappen officieel orthodox zijn. De onopgeloste spanning tussen de reformjoden en de orthodoxen is een van de meest dringende kwesties die de gemeenschap momenteel onder ogen ziet.
Een belangrijke stap voor de wedergeboorte van het Joodse leven in Duitsland vond plaats op 27 januari 2003 toen de kanselier Gerhard Schröder de eerste overeenkomst op federaal niveau sloot met de Centrale Raad zodat het Jodendom dezelfde status kreeg als de Rooms-Katholieke Kerk en de Evangelische Kerk in Duitsland.
Het is in Duitsland een misdaad om de Holocaust te ontkennen of het feit dat er zes miljoen Joden vermoord werden tijdens de Holocaust. Schendingen van deze wet kunnen bestraft worden met een gevangenisstraf tot vijf jaar. Wolfgang Schäuble, minister van binnenlandse zaken verklaarde  dat geen enkele vorm van extremisme, xenofobie of antisemitisme getolereerd zou worden. Het aantal geregistreerde extreemrechtse groeperingen groeide wel van 141 in 2001 naar 182 in 2006, voornamelijk in de voorheen communistische Oost-Duitse deelstaten. De maatregelen tegen de rechtse groeperingen en het antisemitisme lijken effect te hebben. Het geregistreerde aantal rechts-extremisten is gedaald van 49.700 in 2001 naar 38.600 in 2006. Duitsland verstrekte miljoenen euro's om extreemrechtse groeperingen te bestrijden. Desondanks waarschuwde de Israëlische ambassadeur Shimon Stein in oktober 2006 dat de Joden in Duitsland zich steeds onveiliger voelden. Ze kunnen geen normaal Joods leven voeren en synagogen en Joodse centra worden omringd door zware beveiliging. In 1992 werd het graf van de voorzitter van de centrale Joodse raad, Heinz Galinski, opgeblazen. Josef Havlin, een rabbijn uit Frankfurt, verklaarde in een interview met Der Spiegel in september 2007 dat de Duitsers de extremisten niet steunen en dat hij de steun van de Duitsers zelf al ervaren heeft en dat hij zich als Jood en rabbijn welkom voelt in zijn thuisstad Frankfurt.
Op 9 november 2006 (de 68ste verjaardag van de Kristallnacht) werd de nieuw gebouwde Ohel Jakob Synagoge ingehuldigd in München. Dit werd als een belangrijk feit beschouwd, aangezien München het ideologische hart was van nazi-Duitsland. Het Joodse leven in de hoofdstad Berlijn bloeit ook. De gemeenschap groeit, het Centrum Judaicum en enkele synagogen werden gerenoveerd en heropend. Jaarlijks wordt er in Berlijn een Joodse week gehouden met concerten, tentoonstellingen, lezingen en discussies. Duitsland is het enige land in Europa waar de Joodse gemeenschap groeit.
De Duitse grondwet van 1949 bevat een artikel 116, dat de mogelijkheid biedt dat nakomelingen van hen die tijdens de nazitijd tussen 1933 en 1945 om „politieke, racistische of religieuze redenen” zijn gevlucht, in hun rechten worden hersteld. In de aanloop naar de Brexit hebben duizenden Britse joden van Duitse herkomst het Duitse staatsburgerschap aangevraagd.